# أولاد الشيخ (بوعنان)
أولاد الشيخ هي إحدى مشيخات المملكة المغربية، تتبع جغرافيا لإقليم فكيك وإداريًا لبوعنان. يقدر عدد سكانها بـ 12703 نسمة حسب الإحصاء الرسمي للسكان والسكنى لسنة 2004.